# Webconverger
Webconverger – dystrybucją bazową jest Debian.